# 贾志刚
贾志刚（1962年—），江苏淮安人，中国人民解放军空军中将。
曾任空军试验训练基地副司令员、东部战区空军副司令员。2018年任南部战区副司令员。2021年3月任空军副司令员。
2013年12月，晋升空军少将军衔。2019年6月，晋升空军中将军衔。